# 드웨인 힐

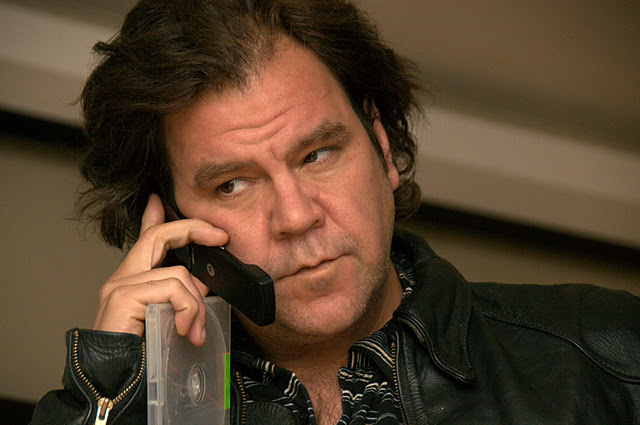

드웨인 힐(Dwayne Hill, 1966년 6월 5일 ~ )은 캐나다의 성우, 배우, 텔레비전 배우이다.

## 영화
- 더 퍼핏 마스터 (2019년)
- 넛잡 2 (2017년) - 경찰 목소리 역
- 어 크리스마스 웨딩 (2006, A Christmas Wedding)
- 필 더 에이리언 (2004년)
- 퀸카로 살아남는 법 (2004년)
- 세이피 오브 오브젝트 (2001년)